# مأساة (أغنية)
مأساة (بالإنجليزية: Tragedy)‏ أغنية للفريق الثلاثي البي جيز كتبها باري وروبن وموريس جيب، وصدرت عام 1979 ضمن البوم «طارت الأرواح Spirits Having Flown». صعدت الأغنية إلى المركز الأول على القوائم البريطانية في فبراير 1979، ثم صعدت في مارس للمركز الأول على قوائم هوت بيلبورد.
كتب الثلاثي الأغنية أثناء عملهم على أغاني فيلم «فريق الرقيب بيبر للقلوب الوحيدة Sgt. Pepper's Lonely Hearts Club Band» والذي كان من بطولتهم، كما كتبوا في نفس اليوم أغنيتهم «كثيراً من النعيم Too Much Heaven»، وأيضا الأغنية التي غناها أخيهم الأصغر «آندي جيب» منفرداً «رقص الظل Shadow Dancing» والتي احتلت قمة قوائم البيلبورد.
كتبت مجلة «رولنج ستون»: «الأغنية لها نفس ثقل أغنيتهم» البقاء حياً Stayin' Alive«، ولها جاذبية رائعة للأصوات، والعزف، والتناغم».

## طاقم العزف والتسجيل
ثلاثي البي جيز
باري جيب: غناء، وجيتار إيقاعي.
روبن جيب: غناء دعم وتناغم.
موريس جيب: جيتار باس، وغناء دعم وتناغم.      
فريق البي جيز
آلان كيندال: جيتار رئيسي.
دينيس بريون: طبول.
بلو ويفر: بيانو، ولوحات المفاتيح (كيبورد).

## الأغنية على القوائم حول العالم
أزاحت «مأساة» أغنية جلوريا جاينور «سوف أحيا I Will Survive» من القمة، لتتربع عليها وتجعل فريق البي جيز يحقق إنجاز 6 أغاني تتربع على القمة في الولايات المتحدة في نفس العام، وتشارك هذا الإنجاز مع «الفيس بريسلي»، وفريق «البيتلز»، و«بينج كروسبي». واحتلت المراكز التالية:
المركز الأول: كندا – فرنسا – أيرلندا – إيطاليا – نيوزيلندا – أسبانيا – بريطانيا – الولايات المتحدة (بيلبورد – كاش بوكس – التسجيلات العالمية المنفردة).
المركز الثاني: أستراليا – النمسا – جنوب أفريقيا – سويسرا – ألمانيا.
مراكز مختلفة في 11 دولة أخرى حول العالم.
بلغت مبيعاتها حول العالم 3 ملايين و150 ألف أسطوانة حول العالم، لتحصل على جائزة الاسطوانة البلاتينية في كندا والولايات المتحدة، والاسطوانة الذهبية في فرنسا وبريطانيا.

## كلمات الأغنية
ها أنا مستلقي، في منطقة ضائعة وحيدة من المدينة Here I lie, in a lost and lonely part of town
الزمن متوقفاً بي، في عالم من الدموع أغرق ببطء Held in time, in a world of tears I slowly drown
عائداً لحيث أنتمي، لا يمكنني فعل ذلك بمفردي Goin' home, I just can't make it all alone
يجب على حقاً أن أتمسك بك، وأحبك، وأحبك I really should be holding you, holding you. Loving you, loving you
مأساة، عندما تختفي الأحاسيس ولا يمكنك الاستمرار Tragedy, when the feeling's gone and you can't go on
إنها مأساة، عندما يبكي الصباح ولا تعرف لماذا It's tragedy, when the morning cries and you don't know why
من الصعب أن تتحمل، مع عدم وجود أحد يحبك، ولا تجد مهرب It's hard to bear, with no-one to love you you're goin' nowhere
مأساة عندما تفقد السيطرة وتضيع روحك Tragedy, when you lose control and you got no soul
إنها مأساة، عندما يبكي الصباح ولا تعرف لماذا It's tragedy, when the morning cries and you don't know why
من الصعب التحمل، ولا أحد بجانبك، لن تجد مهرب It's hard to bear; with no-one beside you you're goin' nowhere
ليلاً ونهاراً، داخلي يحترق Night and day, there's a burning down inside of me
نار الحب، مع شوق لا يدعني أعيش Burning love, with a yearning that won't let me be
أنا انهار، ولا يمكنني تحمل كل شيء بمفردي Down I go and I just can't take it all alone
يجب على حقاً أن أتمسك بك، وأحبك، وأحبك I really should be holding you, holding you. Loving you, loving you
مأساة Tragedy
مأساة Tragedy
إنها مأساة، عندما يبكي الصباح ويموت قلبك It's tragedy, when the morning cries and your heart just dies

## وصلات خارجية
https://www.songfacts.com/facts/bee-gees/tragedy مأساة (أغنية)
https://www.allmusic.com/song/tragedy-mt0012733547 مأساة (أغنية)
https://www.discogs.com/Bee-Gees-Tragedy/release/1489670 مأساة (أغنية)
https://www.fikra4.club/2021/02/Valentine-Hits.html مأساة (أغنية)